# Svenja Huth
Pour les articles homonymes, voir Huth.
Svenja Huth, née le 25 janvier 1991 à Alzenau, est une footballeuse internationale allemande. Elle joue au poste d'attaquante au VfL Wolfsburg.

## Palmarès
1. FFC Francfort :
- Championnat d'Allemagne (2) :
  - Championne en 2008

- Coupe d'Allemagne (3) :
  - Vainqueur en 2008, 2011 et 2014
  - Finaliste en 2012

- Coupe féminine de l'UEFA/Ligue des champions (2) :
  - Vainqueur en 2008 et en 2015
  - Finaliste en 2012

 VfL Wolfsburg :
- Championnat d'Allemagne (2) :
  - Championne d'Allemagne en 2020 et 2022

- Coupe d'Allemagne (4) :
  - Vainqueur en 2020, 2021, 2022 et 2023

- Coupe féminine de l'UEFA/Ligue des champions (1) :
  - Finaliste en 2020

 Allemagne
- Championnat d'Europe (1) :
  - Vainqueur en 2013
  - Finaliste en 2022

- Jeux olympiques d'été (1) :
  - Vainqueur en 2016